# 2016 FNSうたの春まつり
『2016 FNSうたの春まつり』（2016 エフエヌエスうたのはるまつり）は、フジテレビ系列で2016年3月28日 19:00 - 23:24（JST）に放送された通算1回目の『FNSうたの春まつり』である。

## 概要
当番組では、番組ホームページでアンケートして番組側が制作した春の名曲BEST100を「春の名曲100選」と題して発表したり、また、出演アーティスト同士が発売された楽曲を基に、ご本人だから語ることができる自身の名曲の裏エピソードや制作秘話など、それぞれが心に秘める“春うた”の思い出を語り合う番組内容となっている。さらに、桜・梅・花畑などの春をイメージしたセットでの豪華スタジオ・パフォーマンスも披露されている。また、春は門出の季節ということで、ロケ企画として、出演アーティストがスタジオを飛び出して日本全国の学校へ出向き、卒業式にアーティストが飛び入り参加するサプライズ企画が行われている。また、学校に限らず、成人式・職場・被災地などにもアーティストが出向き、サプライズで歌をプレゼントしている。『FNS歌謡祭』『FNSうたの夏まつり』は主にこれまで水曜日に放送され、音組率いるきくち伸CPが制作していたが、当番組は佐々木将CPが制作し月曜日に放送された。『FNS歌謡祭』『FNSうたの夏まつり』と比較してトーク番組の構成に近く、出演アーティストの大半は楽曲を披露しない構成である。。
事前に番組ホームページで「卒業式サプライズをしてほしい学校」として卒業式でアーティストにサプライズしてほしい学校と、「教えてください! あなたの春の名曲!!」として好きな春の名曲や番組で聴きたい春の名曲を募集した。
平均視聴率は13.4%だった（ビデオリサーチ調べ、関東地区・世帯・リアルタイム）。瞬間最高視聴率はサプライズ企画で藤巻亮太が「3月9日」を披露しているシーン（21:36）の17.8%だった。

## 出演者

### 総合司会
- 森高千里
- 渡部建（アンジャッシュ）

### 進行役
- 加藤綾子（フジテレビアナウンサー）

### 出演アーティスト
- アグネス・チャン
- いきものがかり
- 石野真子
- 岩崎宏美
- AKB48
- 岡本真夜
- 尾崎亜美
- 川嶋あい
- 菊池桃子
- 榊原郁恵
- THE ALFEE
- 武田鉄矢
- 谷村新司
- T.M.Revolution
- 手嶌葵
- 中川翔子
- NOKKO
- Perfume
- 一青窈
- 藤巻亮太
- Hey! Say! JUMP
- 松崎しげる
- 松本伊代
- ももいろクローバーZ
- RADIO FISH

※スタジオでのトークパートでは、下記の3つのパターンに分けて別撮りで収録。
| パターン | 出演者 |
| -------- | --- |
| A        | アグネス・チャン、石野真子、岩崎宏美、岡本真夜、尾崎亜美、川嶋あい、菊池桃子、榊原郁恵、THE ALFEE、武田鉄矢、谷村新司、NOKKO、松崎しげる、松本伊代 |
| B        | 中川翔子、Perfume、一青窈、藤巻亮太、Hey! Say! JUMP、ももいろクローバーZ                                                                           |
| C        | いきものがかり、AKB48、オリエンタルラジオ、T.M.Revolution、手嶌葵                                                                                  |

### ナレーター
- バッキー木場 - 番組全体を担当。
- 菊池桃子 - 「サプライズ企画」を担当。

## セットリスト（スタジオライブ）
| 順番 | アーティスト     | 楽曲                               |
| ---- | ---------------- | ---------------------------------- |
| 1    | 一青窈           | ハナミズキ (2004)                  |
| 2    | T.M.Revolution   | HEART OF SWORD 〜夜明け前〜 (1996) |
| 3    | いきものがかり   | SAKURA (2006)                      |
| 4    | ALL LINE UP      | 旅立ちの日に (1991)                |
| 5    | 手嶌葵           | 明日への手紙                       |
| 6    | AKB48            | 君はメロディー                     |
| 7    | Perfume          | FLASH                              |
| 8    | RADIO FISH       | PERFECT HUMAN                      |
| 9    | 藤巻亮太         | 日日是好日                         |
| 10   | せんせーションズ | さよならセンセーション             |

## サプライズ企画
3月は門出の季節ということで、日本全国の学校へ出向き、卒業式にアーティストが飛び入り参加して歌のプレゼントをするサプライズのロケ企画が行われた。

## 春の名曲100選
番組ホームページでアンケートして番組側が制作した春の名曲100選を「2千人が選ぶ今聴きたい春の名曲100選」と題して、過去に放送された『FNS歌謡祭』『MUSIC FAIR』『夜のヒットスタジオ』『HEY!HEY!HEY!』『僕らの音楽』などの音楽番組で披露された映像を基に、100から1までのカウントダウンで発表した（ランキングではない）。

## 卒業式で唄われた曲ベスト5
番組前半には、「全国600校に徹底調査!! 2016年の卒業式で唄われた曲ベスト5」と題して、日本全国600校以上に番組スタッフが電話取材し、卒業式で歌唱する曲を徹底リサーチした。そのデータを元に、「2016年版 リアル卒業式BEST5」を発表した。また、第1位の「旅立ちの日に」が、1991年に埼玉県秩父市立影森中学校の教員によって作られた合唱曲で、作詞は当時の校長であった小嶋登、作曲は音楽教諭の坂本浩美（現・高橋浩美）であることや、2007年にSMAPがカバーしたことなどがVTRで紹介され、VTR明けには上記の出演アーティスト11組のコラボレーションで披露された。

## スタッフ
- 構成：山内浩嗣、大野ケイスケ
- 音楽監修：武部聡志
- 美術デザイン：邨山直也
- 美術プロデューサー：三竹寛典
- 美術進行：西嶋友里
- 大道具：浅見大、楢崎善正
- アクリル装飾：犬塚健
- アートフレーム：三浦文裕
- 電飾：後藤佑介、岩瀬直孝
- プラントプランナー：後藤健
- フラワーアレンジ：山寺由美
- 美術協力：エイチ・ツー、ファイバーワーク
- TD／SW：米山和孝
- CAM：京田航
- ロケCAM：袖垣竜也
- 照明デザイン：植松晃一
- 照明：西野大介、内山晶裕
- 音声：太田宗孝
- VE：久保島春樹
- PA：松田勝治、渡眞利泰樹
- 楽器：島津哲也
- CG：古畑資展
- 編集：財城敬
- MA：木村亮允
- 音響効果：中田圭三、温水義成
- LED：東京TUBE
- 広報：佐藤未郷
- 宣伝：斎藤千可子
- ホームページ：鈴木小織
- TK：槇加奈子
- デスク：富張明子、谷山里美
- 技術協力：fmt、共同テレビジョン、サンフォニックス、放映サービス、田中電設、明光セレクト、SHURE JAPAN
- ロケ技術協力：北海道文化放送、テレビ西日本、オーテック、ビデオステーション・キュー、ハートス、松崎照明イン九州、ピーシー・ライツ、YBE、ニユーテレス、スウィッシュ・ジャパン
- ロケ協力：南富良野町役場、宮城県北部船主協会、鈴香漁業
- 協力：IMAGICA、4-Legs、スコープ
- エグゼクティブ・プロデューサー：石田弘
- 制作進行：早川和希
- AP：加藤万貴、湯瀬恵理子、岩田恵
- ディレクター：松清弘卓、松永健太郎、浅尾和寿、佐藤正樹、大野悟、志賀一寿、唐雅則、後藤悠樹
- チーフディレクター：浜崎綾
- プロデューサー：若林美樹、三浦淳、河本晃典、土田芳美、宇賀神裕子、後藤夏美
- チーフプロデューサー：板谷栄司
- 制作：フジテレビ編成制作局制作センター第二制作室
- 制作著作：フジテレビ